# Kamaza reducta
Kamaza reducta är en insektsart som beskrevs av Irena Dworakowska 1977. Kamaza reducta ingår i släktet Kamaza och familjen dvärgstritar. Inga underarter finns listade i Catalogue of Life.